# ويليام برايس (لاعب كريكت)
ويليام برايس (4 ديسمبر 1859 في المملكة المتحدة - ) (بالإنجليزية: William Price)‏ هو لاعب كريكت بريطاني. شارك مع منتخب إنجلترا للكريكت. أما مع النوادي، فقد لعب مع Liverpool and District cricket team ‏.

## وصلات خارجية
- ويليام برايس على موقع إي آس بي آن كريك إنفو (الإنجليزية)